# Adialytus thelaxis
Adialytus thelaxis är en stekelart som först beskrevs av Jaroslav Stary 1961.  Adialytus thelaxis ingår i släktet Adialytus och familjen bracksteklar. Enligt den finländska rödlistan är arten nära hotad i Finland. Arten är reproducerande i Sverige. Artens livsmiljö är lundskogar. Inga underarter finns listade i Catalogue of Life.